# Conolly Abel Smith
Sir Edward Michael Conolly Abel Smith (Branston, 3 dicembre 1899 – Galashiels, 3 dicembre 1985) è stato un ammiraglio inglese.

## Biografia
Smith era il secondo figlio di Eustace Abel Smith, un banchiere di Longhills House, e di sua moglie, Aileen Geta Katherine Conolly, figlia del colonnello John Augustus Conolly. Frequentò il Royal Naval College, Osborne e il Britannia Royal Naval College.

## Carriera
Dal 1915 prestò servizio a bordo dell'incrociatore HMS Royal Princess, ricevendo la promozione a sottotenente il 15 maggio 1918 e a tenente il 15 maggio 1920.
Il 16 giugno 1924 venne trasferito alla Royal Air Force con il rango di flying officer, frequentando No. 1 Flying Training School RAF presso Netheravon. Dal 23 ottobre 1925 egli era stazionato a HMS Columbine, la base navale presso Port Edgar, poi dal 3 aprile 1926 fu comandante di volo di No. 403 Flight a bordo della portaerei HMS Hermes, ricevendo la promozione a tenente di volo il 1º gennaio 1928 e al tenente comandante il 15 maggio 1928.
Dal 3 marzo 1929 prestò servizio a bordo dell'incrociatore HMS Cumberland e dal 20 marzo 1930 sulla portaerei HMS Glorious della flotta del Mediterraneo, in primo luogo come comandante di No. 408 Flight, poi come comandante di squadrone 802 Naval Air Squadron. Fu promosso a Capo squadrone il 1º gennaio 1933 e comandante il 30 giugno 1933.
Dal 14 maggio 1934 frequentò un corso tattico presso la Portsmouth Naval Base e dal 3 settembre 1934 prestò servizio nella divisione aria navale dell'Ammiragliato di Londra. L'8 dicembre 1936 fu nominato comandante dell'incrociatore HMS London nel Mediterraneo, ricevendo la promozione a comandante dell'ala il 1 gennaio 1937. Dal 2 gennaio 1939 venne assegnato all'Ammiragliato, che funge da scudiero di re Giorgio VI e ricevente la promozione a capitano il 30 giugno 1940. Dal 5 luglio 1940 fu ufficiale comandante della HMS Condor. Nel gennaio 1942 fu nominato comandante della portaerei del HMS Biter. Nel luglio 1943 fu comandante della RNAS Yeovilton (HMS Heron). Dal 28 marzo 1944 fu l'assistente addetto navale e assistente del Naval Air presso l'ambasciata a Washington fino al 1946.
Il 24 giugno 1946 fu nominato capitano del HMS Triumph, prestando servizio fino al maggio 1949. L'8 luglio 1949 venne promosso a contrammiraglio. Il 2 febbraio 1953 fu nominato ufficiale di bandiera, Royal Yacht (FORY), fu ufficiale comandante di HMY Britannia e promosso a viceammiraglio il 1º settembre 1952.
Si ritirò nel 1958 e ricoprì la carica di Lord luogotenente di Selkirkshire fino al 1975.

## Matrimonio
Sposò, il 28 dicembre 1932, Lady Mary Elizabeth Carnegie (4 marzo 1899-23 giugno 1996), figlia di Charles Carnegie, X conte di Southesk. Ebbero due figli:
- Rosemary Jane Abel Smith (1 marzo 1936), sposò Robert Wolrige Gordon, ebbero due figli;
- Michael James Abel Smith (12 luglio 1939), sposò Karen Moireach Aileen Malcolmson, ebbero una figlia.

## Morte
Morì il giorno del suo 86º genetliaco.